# Hinokitiol
Hinokitiol ( β-tuyaplicina) es un monoterpenoide natural que se encuentra en la madera de los árboles de la familia Cupressaceae. Es un derivado de la tropolona y una de las tuyaplicinas. El Hinokitiol es ampliamente utilizado en productos de cuidado y tratamiento bucal por su acción antimicrobiana y antiinflamatoria de amplio espectro. Además, está aprobado como aditivo alimentario para la conservación de alimentos en Japón.
El nombre de Hinokitiol se origina por el hecho de que se aisló originalmente en un hinoki taiwanés en 1936. En realidad, está casi ausente en el hinoki japonés mientras está contenido en alta concentración (alrededor del 0,04% de la masa de duramen) en Juniperus cedrus, madera de cedro de Hiba (Thujopsis dolabrata) y cedro rojo occidental (Thuja plicata). Se puede extraer fácilmente de la madera de cedro con disolvente y ultrasonidos.
Hinokitiol está estructuralmente relacionado con la tropolona (tropolone), que carece del sustituyente isopropilo. Las tropolonas son agentes quelantes bien conocidos (chelating agentes).